# Gilberto González
Gilberto Carlos González Parra (Caracas, 15 de dezembro de 1970) é um triatleta profissional venezuelano, campeão pan-americano

Gilberto González representou seu país nas Olimpíadas de 2000 e 2004, em 37º e 36º respectivamente.